# Ducati ST3
La ST3 è una moto da turismo sportivo prodotta dalla Ducati tra il 2004 e il 2007. 
La Ducati ST3 monta un motore Desmotre (distribuzione desmodromica a tre valvole), bicilindrico a L , di 992 centimetri cubici di cilindrata, raffreddato a liquido. Il Desmotre era stato derivato dal precedente 1000 DS Desmodue, modificato per rispettare i limiti anti-inquinamento Euro 2. Il propulsore era montato su un telaio a traliccio incorniciato da una carenatura protettiva e da borse laterali in linea con le carene. 

## Versioni
La ST3 è stata commercializzata in due versioni: ST3 (base) ed ST3s . La seconda si differenziava dalla prima per la presenza del sistema ABS e per l'uso di materiali di maggior pregio.
Nei quattro anni di produzione, il motore è stato oggetto di alcuni aggiornamenti. 
| Anno                      | 2004      | 2006      | 2007      |
| ------------------------- | --------- | --------- | --------- |
| Sistema di raffreddamento | A liquido | A liquido | A liquido |
| Rapporto di compressione  | 11,3:1    | 10,3:1    | 10:1      |
| Potenza massima           | 102cv     | 107 cv    | 102 cv    |
| Coppia massima            | 9,5 kgm   | 10 kgm    | 9,5 kgm   |